# Eriocaulon tubiflorum
Eriocaulon tubiflorum är en gräsväxtart som beskrevs av Pieter van Royen. Eriocaulon tubiflorum ingår i släktet Eriocaulon och familjen Eriocaulaceae. Inga underarter finns listade i Catalogue of Life.